# Metro w Sapporo

Sieć linii metra

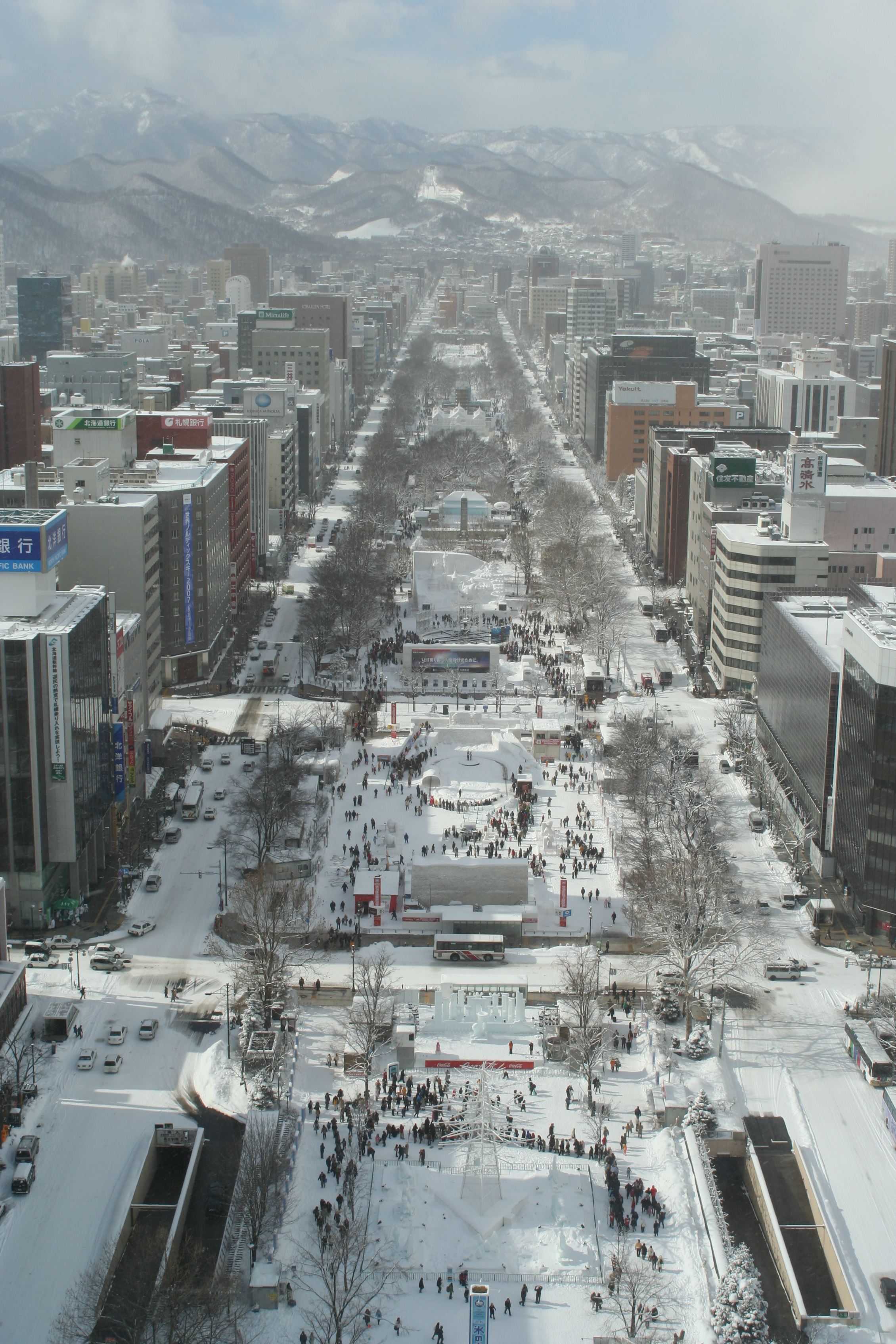
Aleja Ō-dōri; rozległa galeria handlowa głównej stacji metra znajduje się pod zieleńcem na pierwszym planie. Linia Tōzai przebiega pod lewą jezdnią

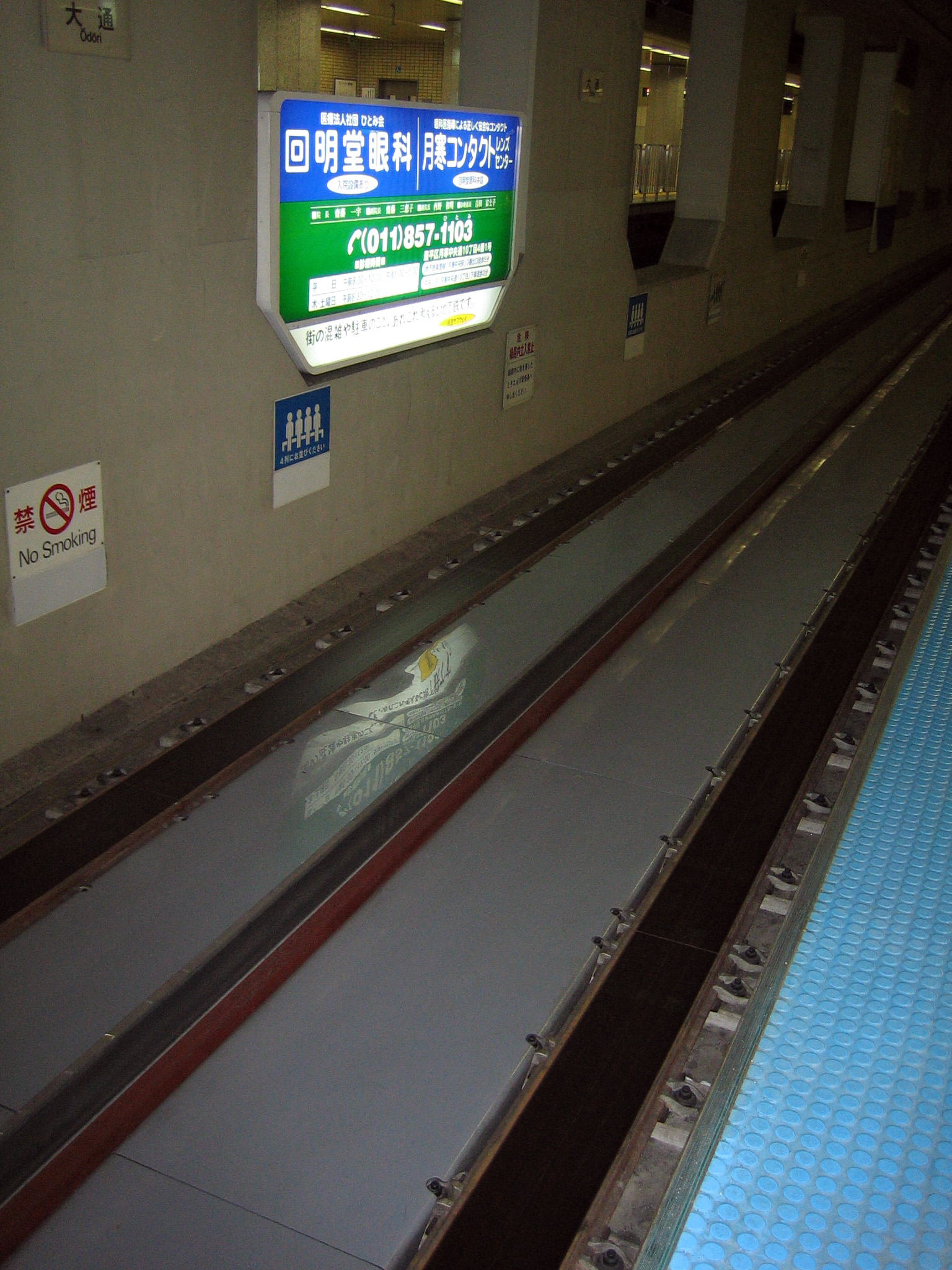
Torowisko jednej z nowszych linii

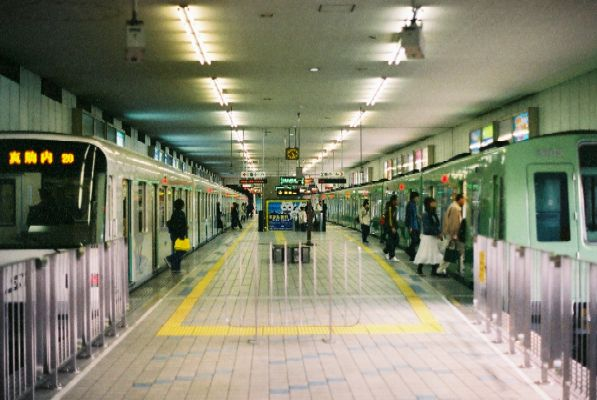
Linia Namboku, stacja końcowa Makomanai. EZT „5000” (po lewej) i „3000” (po prawej)

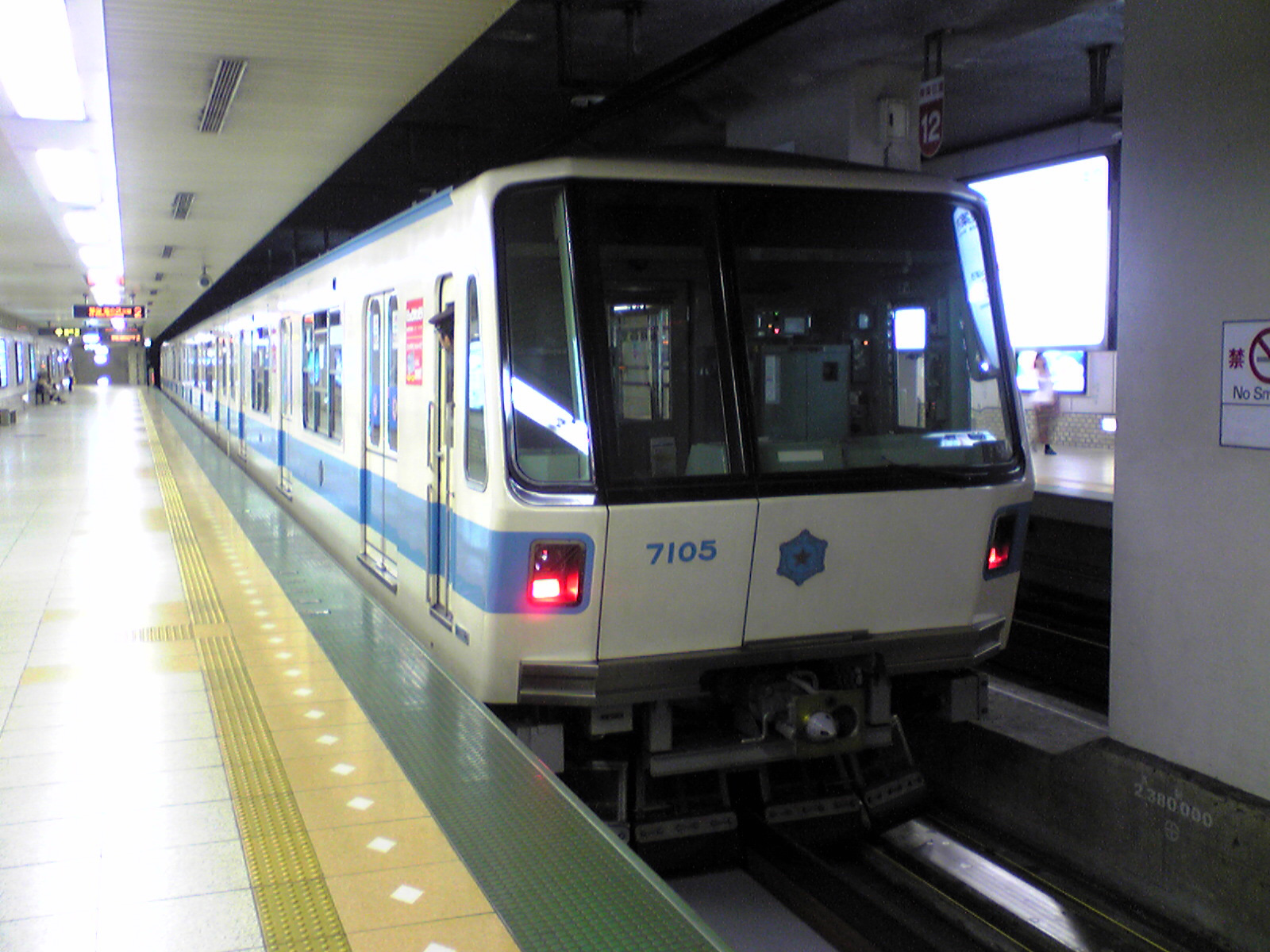
Linia Tōhō (zasilanie górne), EZT „7000” z 1988 r.

Metro w Sapporo, jap.: 札幌地下鉄 Sapporo Chikatetsu, pełna nazwa　札幌市営地下鉄 Sapporo Shiei Chikatetsu (pol.: „Miejska Kolej Podziemna Sapporo”) – należąca do gminy sieć szybkiej kolei miejskiej obsługującej ruch miejski w Sapporo (Hokkaido, Japonia).

## Sieć
Sieć metra składa się z trzech niżej wymienionych linii tworzących dwa różne pod względem technologicznym systemy (linia Namboku ma inny system zasilania). Wszystkie linie łączy główna stacja przesiadkowa 大通 Ō-dōri.
- 南北線 Namboku-sen (pol.: „linia NS”; oznaczenie „N”) – linia długości 14,3 km. Między stacjami　南平岸 Minami-Hiragishi i 真駒内 Makomanai (ok. 4,6 km) przebiega na wiadukcie. Zasilanie z trzeciej szyny =750 V. Prędkość komunikacyjna: 33,0 km/h. Zajezdnia znajduje się w pobliżu stacji 自衛隊前 Jieitai-mae. Eksploatuje się pociągi sześciowagonowe (albo ośmioczłonowe starszego typu).
- 東西線 Tōzai-sen (pol.: „linia WZ”; oznaczenie „T”) – linia długości 20,1 km, całkowicie podziemna. Zajezdnie znajdują się w okolicach stacji ひばりが丘 Hibarigaoka oraz stacji 西28丁目 Nishi-nijūhachi-chōme (całkowicie podziemnej). Zasilanie górne =1500 V. Eksploatuje się pociągi siedmiowagonowe. Prędkość komunikacyjna: 35,9 km/h.
- 東豊線 Tōhō-sen (oznaczenie „H”) – linia długości 13,6 km, całkowicie podziemna. Linia nie ma osobnej zajezdni; używa się zajezdni na Tōzai-sen nieopodal stacji 西28丁目 Nishi-nijūhachi-chōme. Obie linie połączone są podziemną łącznicą między stacjami 西11丁目 Nishi-jūichi-chōme i さっぽろ Sapporo. Zasilanie górne =1500 V. Eksploatuje się pociągi czterowagonowe. Prędkość komunikacyjna: 34,1 km/h. Nazwa linii pochodzi od połączonych przez tę linię dzielnic miasta: Higashi (東) i Toyohira (豊平; inne czytanie pierwszego znaku).

## Eksploatacja
Częstotliwość od 3 min. w porannym szczycie do 7 min. poza szczytem. Pociągi kursują od 6 rano do północy (ostatnie w śródmieściu – ok. 0:30).
„Gęstość przewozów” mierzona liczbą pasażerów odniesioną do długości sieci wynosi 11.98 tys.pas./km dziennie. Najbardziej obciążona jest linia Namboku: dzienne przewozy to 236,3 tys. osób. Tōzai-sen przewozi dziennie 205,9 tys., a Tōhō – 127,3 tys. osób (2005). Wśród stacji najbardziej obciążona jest Ō-dōri – dzienna liczba pasażerów wsiadających lub wysiadających z linii Namboku wynosi 35,3 tys., z linii Tōzai – 23,4 tys., z linii Tōhō – 14,2 tys.
Opłata za przejazd zależy od odległości i wynosi od 200円 (jenów) do 360円. Przy przesiadaniu się na autobus (lub tramwaj) płaci się niższą cenę za przejazd tym drugim środkiem transportu (od 90円 do 150円).

## Kwestie techniczne
Kolej jest jedynym w Japonii "ciężkim metrem" na kołach ogumionych. Jego specyficzną cechą jest wykorzystanie technologii centralnej szyny prowadzącej, wyjątkowej na świecie. Wózki wagonów wyposażone są w dwie pary ogumionych kół umocowanych naprzeciw siebie, ustawionych poziomo; każda para "obejmuje" szynę prowadzącą. Rozjazdy skonstruowane są przy pomocy odcinków szyny chowanych w podłożu (fot. rozjazdu na linii Namboku).
Maksymalne nachylenie trasy na linii Namboku – 4,3%, linii Tōzai – 3,5%. Ze względu na klimat, charakteryzujący się dużymi opadami śniegu, odcinek nadziemny metra przykryty jest konstrukcją osłaniającą. Z tego też powodu dwie naziemne zajezdnie są całkowicie zadaszone, łącznie z głowicami wjazdowymi. Wszystkie stacje zbudowane są w przekroju prostokątnym.
Zasilanie górne na obu nowszych liniach wykonane jest ze sztywnych przewodników. Szyna powrotna na linii Namboku jest zintegrowana z szyną prowadzącą. Na liniach Tōzai i Tōhō jako szyny powrotne służą metalowe półki, po których poruszają się koła wagonów.

## Tabor
Wagony metra w Sapporo są stosunkowo szerokie – mierzą 3,08 m. Pierwsze EZT (typ „1000”, produkcji Kawasaki) złożone były z dwuczłonowych jednostek z pojedynczą osią na skrajach i pod przegubem oraz wózkami między nimi. Ich całkowita długość wynosiła 27,6 m. Każdy człon miał po dwie pary drzwi. Wagony te są obecnie wycofane. Na linii Namboku nadal jednak eksploatuje się tabor członowy nowszej serii „3000” (z 1978 roku). Jeden pociąg składa się z ośmiu członów (każdy po 13,6 m długości) opartych na wózkach Jacobsa.
Dla linii Tōzai wprowadzono EZT z pełnogabarytowymi przejściami (przegubami), ale na wózkach umieszczonych tradycyjnie, pod końcami wagonów (typ „6000” z 1976 r.). Wagony-człony wydłużone zostały do 18 m i wyposażono je w cztery pary drzwi. Kolejne typy EZT budowane są już według tej formuły, łącznie z EZT „5000” – najnowszym taborem dla linii Namboku z 1995 r. Układ siedzeń we wszystkich typach jest podłużny.

## Historia
Tramwaje konne pojawiły się w Sapporo w 1909, a elektryczne w 1918 r. Ich sieć osiągnęła największą długość w 1958 r.; było wówczas siedem tras o łącznej długości 25 km.
Pierwszą linię metra, Namboku-sen, otwarto w 1971 r., niedługo przed zimową Olimpiadą 1972. Była to czwarta miejska kolej podziemna w Japonii (po Tokio, Osace, Nagoi – nie licząc linii Kōbe Kōsoku Tetsudō). W 1978 r. przedłużono ją od stacji 北24条 Kita-nijūyon-jō do stacji 麻生 Asabu. Wybór technologii ogumionej, motywowany ówcześnie względami lepszej przyczepności (bardziej strome dopuszczalne spadki), możliwościami osiągania większych przyśpieszeń, płynniejszej jazdy, nastąpił prawdopodobnie pod wpływem poszukiwań nowej formuły dla kolei w ogóle. Był zapewne próbą dorównania francuskiej technologii ogumionej, zastosowanej wcześniej w metrze paryskim. Żadne z obiektywnych względów bowiem nie wydają się z dzisiejszego punktu widzenia aż tak istotne – nachylenia tras są łagodne, a przyśpieszenia i tak nie mogą przekraczać dopuszczalnej wartości – ze względu na komfort podróży. Technologia ta wyklucza zresztą możliwość podłączenia do sieci kolejowej ogólnego znaczenia, co w jakimś stopniu przyczyniło się do stagnacji, a w ostatnich latach nawet spadku liczby podróżnych.
Po otwarciu metra, w latach 1971-74, zlikwidowano większość linii tramwajowych. Obecnie w południowo-zachodniej części śródmieścia eksploatuje się pozostałość tego systemu, linię długości 8,41 km (niemal pełna pętla).
Jednocześnie kontynuowano budowę metra ogumionego, zmieniając sposób zasilania na górny. W 1976 r. nastąpiło otwarcie linii Tōzai na odcinku 琴似 Kotoni – 白石 Shiroishi. Przedłużano ją później w dwóch etapach: do stacji 新さっぽろ Shin-Sapporo w 1982, a do stacji 宮の沢 Miyanosawa w 1999. W 1988 r. otwarto trzecią linię – Tōhō-sen – na odcinku 栄町 Sakaemachi – 豊水すすきの Hōsui-susukino. Przedłużono ją do 福住 Fukuzumi w 1994.